# Ellipszis (görbe)

Ellipszis

A matematikában az ellipszis (régiesen: kerülék) görbe azon pontok mértani helye egy síkon, ahol a pontok két rögzített ponttól mért távolságának összege a két pont távolságánál nagyobb állandó. A két pontot fókuszpontnak vagy gyújtópontnak hívják. Az ellipszis kúpszelet: ha egy kúpfelületet egy olyan síkkal metsszük, amely nem metszi a kúp alaplapját (és nem is párhuzamos azzal), a metszésvonal ellipszis lesz. Ennek rövid, elemi bizonyítását a Dandelin-gömbök adják.
Matematikailag az ellipszis egy görbe, melyet egy Descartes-féle koordináta-rendszerben az alábbi egyenlet ír le:
{\displaystyle Ax^{2}+Bxy+Cy^{2}+Dx+Ey+F=0}
akkor, ha {\displaystyle B^{2}<4AC}, ahol az összes együttható valós és ahol több mint egy megoldás, ami az ellipszis egy (x, y) pontpárját definiálja létezik.
Az ellipszist könnyen megrajzolhatjuk két rajzszög, egy zsinór és egy ceruza segítségével. A rajzszögeket leszúrjuk a fókuszpontokba, a zsinórt lazán a rajzszögekhez csomózzuk. A ceruza hegyével megfeszítjük a zsinórt és úgy rajzolunk vele, hogy a háromszöget alkotó zsinór mindig feszes maradjon. Ekkor a két fókuszponttól húzható sugár összege (a zsinór hossza) állandó marad, így a rajzolt görbe valóban ellipszis lesz.
Az a húr (húr: egyenes szakasz, melyet az ellipszis két pontja határol), mely a két fókuszponton halad át, a főtengely. A főtengely az ellipszis leghosszabb húrja. A fókuszok felezőpontján a nagytengelyre merőlegesen állított egyenes által meghatározott húr a kistengely. Féltengely a tengelyek fele, beszélünk fél nagytengelyről (az ábrán a) és fél kistengelyről (az ábrán b).
Ha a két fókusz egybeesik, vagyis a két tengely egyenlő hosszú, akkor az ellipszis körré fajul; más szóval a kör az ellipszis egy speciális esete, ahol az excentricitás zéró.
Az origó középpontú ellipszist úgy lehet tekinteni, hogy az egy origó középpontú, egységsugarú körnek az {\displaystyle A=PDP^{T}} szimmetrikus mátrix szerinti lineáris transzformáltja, ahol a D mátrix A mátrix sajátértékeiből képzett diagonális mátrixa, P pedig egy valós unitér mátrix, melynek oszlopai A sajátvektorai. Ekkor az ellipszis tengelyei A sajátvektorainak irányába esnek, és a tengelyek hosszának négyzetei a sajátértékek reciprokai.
Ellipszist úgy is elő lehet állítani, hogy egy kör minden pontjának x koordinátáját egy állandóval megszorozzuk, az y érték változatlanul hagyása mellett.

## Az ellipszis egyenletei
Az ellipszis méretét két állandó határozza meg, melyeknek jelölése szokás szerint a és b. Az a állandó a fél nagytengely hossza, a b állandó a fél kistengely hossza. A definíció szerint a mindig nagyobb, mint b (vagy egyenlő vele a kör esetében).
Az origó középpontú, nagytengelyével az x tengelyen fekvő ellipszis egyenlete a Descartes-féle koordináta-rendszerben az alábbi egyenlettel írható le:
{\displaystyle {\frac {x^{2}}{a^{2}}}+{\frac {y^{2}}{b^{2}}}=1}
Ennek az egyenletnek a levezetése:
Induljunk ki az ellipszis definíciójából! Egy origó középpontú ellipszis esetén a fókuszpontok (F1, F2) origótól mért távolsága legyen c. Ekkor b2 + c2 = a2, vagyis c2 = a2 - b2. A fókuszpontok koordinátái F1(-c;0) és F2(c;0).
Egy tetszőleges P(x;y) pont távolsága az egyes fókuszpontoktól:
{\displaystyle d(P;F{\scriptstyle {\text{1}}})={\sqrt {(x+c)^{2}+(y)^{2}}}}
{\displaystyle d(P;F{\scriptstyle {\text{2}}})={\sqrt {(x-c)^{2}+(y)^{2}}}}
A két távolság összege (2a) az ellipszis egyenletét adja: {\displaystyle {\sqrt {(x+c)^{2}+(y)^{2}}}+{\sqrt {(x-c)^{2}+(y)^{2}}}=2a}
Átcsoportosítva:                      {\displaystyle {\sqrt {(x+c)^{2}+(y)^{2}}}=2a-{\sqrt {(x-c)^{2}+(y)^{2}}}}
Négyzetre emelve:                  {\displaystyle (x+c)^{2}+y^{2}=4a^{2}-4a{\sqrt {(x-c)^{2}+y^{2}}}+(x-c)^{2}+y^{2}}
A zárójeleket felbontva:         {\displaystyle x^{2}+2xc+c^{2}=4a^{2}-4a{\sqrt {x^{2}-2xc+c^{2}+y^{2}}}+x^{2}-2xc+c^{2}}
Átcsoportosítva:                     {\displaystyle 2xc=4a^{2}-4a{\sqrt {x^{2}-2xc+c^{2}+y^{2}}}-2xc}
Rendezve:                              {\displaystyle xc=a^{2}-a{\sqrt {x^{2}-2xc+c^{2}+y^{2}}}}
Átcsoportosítva:                    {\displaystyle a^{2}-xc=a{\sqrt {x^{2}-2xc+c^{2}+y^{2}}}}
Négyzetre emelve:                  {\displaystyle a^{4}-2a^{2}xc+x^{2}c^{2}=a^{2}x^{2}-2a^{2}xc+a^{2}c^{2}+a^{2}y^{2}}
Átcsoportosítva:                         {\displaystyle a^{4}-a^{2}c^{2}=a^{2}x^{2}+a^{2}y^{2}-x^{2}c^{2}}
Kiemelve a2-et:                         {\displaystyle a^{2}(a^{2}-c^{2})=x^{2}(a^{2}-c^{2})+a^{2}y^{2}}
Felhasználva, hogy b2 = a2 - c2 :                   {\displaystyle a^{2}b^{2}=x^{2}b^{2}+a^{2}y^{2}}
Osztva a2b2-tel, az ellipszis egyenlete:             {\displaystyle {\frac {x^{2}}{a^{2}}}+{\frac {y^{2}}{b^{2}}}=1}
Ugyanennek az ellipszisnek egy paraméteres egyenletrendszere a következő:
{\displaystyle x=a\,\cos t}
{\displaystyle y=b\,\sin t}
{\displaystyle 0\leq t<2\pi }
Ha az ellipszis középpontja nincs az origóban, de nagytengelye az x tengellyel párhuzamos, akkor az alábbi egyenlettel definiálható:
{\displaystyle {\frac {(x-h)^{2}}{a^{2}}}+{\frac {(y-k)^{2}}{b^{2}}}=1}
ahol (h,k) a középpont.
Polárkoordinátákkal, ha az origó az ellipszis egyik fókusza:
{\displaystyle r={\frac {a(1-e^{2})}{1+e\cos(\theta )}}}

## Excentricitás
Az ellipszis alakját szokás szerint egy számmal jellemzik, melyet az ellipszis excentricitásának hívnak, és hagyományosan e-vel jelölnek (ne tévesszük össze az e matematikai konstanssal, a természetes logaritmus alapjával). Az excentricitás az a és b értékkel az alábbiak szerint függ össze:
{\displaystyle e={\sqrt {1-{\frac {b^{2}}{a^{2}}}}}}
vagy
{\displaystyle e={\frac {c}{a}}}
ahol {\displaystyle c} a két fókusz távolságának a fele.
Az excentricitás 1-nél kisebb pozitív szám, kör esetén 0. Minél nagyobb az excentricitás, annál nagyobb az a és b hányadosa, és ezért annál jobban nyújtott az ellipszis.

## A fókuszon átmenő, a nagytengelyre merőleges húr fele és a polárkoordináták

A fókuszon átmenő, a nagytengelyre merőleges húr (semi-latus rectum)

A fókuszon átmenő, a nagytengelyre merőleges húr felét (semi-latus rectum) általában {\displaystyle l\,\!}-el jelölik, és az {\displaystyle a\,\!} és {\displaystyle b\,\!}-vel (az ellipszis féltengelyeivel) az alábbi összefüggés áll fenn: {\displaystyle al=b^{2}\,\!} vagy az excentricitást felhasználva: {\displaystyle l=a(1-e^{2})\,\!}.
Ha az ellipszis egyik fókusza az origóban van és a másik az x tengely negatív részén, akkor polárkoordinátás egyenlete:
{\displaystyle r(1+e\cos \theta )=l\,\!}
Az ellipszis felfogható úgy is, mint egy kör vetülete egy síkon: ha a kör síkja és a vetület síkja által bezárt szög φ, akkor a vetület-ellipszis excentricitása sin φ lesz, feltéve, hogy φ nem egyenlő 90°-kal.

## Területe
Az ellipszis területe abπ, ahol a és b a fél nagytengely és a fél kistengely. Kör esetén a = b, így az egyenlet a közismert a²π lesz.

## Kerülete
Az ellipszis kerülete {\displaystyle 4aE(e)}, ahol az E függvény a másodfajú teljes elliptikus integrál.
A kerület pontos végtelen sora:
{\displaystyle K=2\pi a\left[{1-\left({1 \over 2}\right)^{2}e^{2}-\left({1\cdot 3 \over 2\cdot 4}\right)^{2}{e^{4} \over 3}-\left({1\cdot 3\cdot 5 \over 2\cdot 4\cdot 6}\right)^{2}{e^{6} \over 5}-\dots }\right]\!\,}
vagy
{\displaystyle K=2\pi a\left(1-\sum _{n=0}^{\infty }{\left\lbrace \left[\prod _{m=1}^{n}\left({2m-1 \over 2m}\right)\right]^{2}{e^{2n} \over 2n-1}\right\rbrace }\right)}
Ha elvégezzük a {\displaystyle \lambda ={\frac {a-b}{a+b}}} helyettesítést, akkor a kerületet a következő alakban is írhatjuk:
{\displaystyle K=\pi \left({a+b}\right)\left({1+{\frac {\lambda ^{2}}{4}}+{\frac {\lambda ^{4}}{64}}+{\frac {\lambda ^{6}}{256}}+{\frac {25\lambda ^{8}}{16384}}+...}\right)}
Néhány közelítő képlet:
{\displaystyle K\approx 4{\frac {\pi ab+\left({a-b}\right)^{2}}{\left({a+b}\right)}}}
{\displaystyle K\approx \pi \left[{{\frac {3}{2}}\left({a+b}\right)-{\sqrt {ab}}}\right]}
Rámánudzsan jó közelítése:
{\displaystyle K\approx \pi \left[3(a+b)-{\sqrt {(3a+b)(a+3b)}}\right]\!\,}
melyet így is lehet írni:
{\displaystyle K\approx \pi a\left[3(1+{\sqrt {1-e^{2}}})-{\sqrt {(3+{\sqrt {1-e^{2}}})(1+3{\sqrt {1-e^{2}}})}}\right]\!\,}
Általánosabban a kerület egy részének ívhossza a közbezárt szög függvényeként egy nem teljes elliptikus integrállal adható meg. Az inverz függvény, vagyis a szög, mely egy ellipszisívet zár közre, az elliptikus függvénnyel számítható.

## Nyújtás és vetítés
Ha az ellipszist bármilyen irányban egyenletesen nyújtjuk, az új objektum szintén ellipszis lesz. Természetesen a megnyújtott ellipszis paraméterei mások lesznek (például megváltozik az excentricitása és a fél nagytengely hossza), de továbbra is ellipszis vagy elfajult ellipszis (kör vagy egyenes) marad. Hasonlóan az ellipszis ferde vetülete egy síkra ismét ellipszis lesz.
| |  |
| Egyazon körből származó ellipszisek. A bal oldali képen az egyik fókuszpontjuk esik egybe, a jobb oldalin a pericentrumuk, belülről érintve a kört. |  |

## Ellipszis érintője

Ellipszis érintőjének szerkesztése

1. Az ellipszis tengelyeinek metszéspontjából (O) rajzoljunk fél nagytengely sugarú kört!
2. Szerkesszünk érintőt a körhöz az A külső pontból! A két körvonal metszéspontja Pk.
3. Szerkesszünk merőlegest Pk pontból az ellipszis tengelyére!
4. A szerkesztett merőleges egyenes és az ellipszis görbe metszéspontja meghatározza az ellipszishez, a külső A pontból húzott érintő érintőpontját (P).
Megjegyzés: Ha a külső pont végtelen távolságban van, a kis- és nagytengely végpontjaiban az ellipszis érintője a másik tengellyel párhuzamos egyenes.

## Ellipszis mint tükör
Megjegyezzük, hogy az ellipszis P pontjába mutató rádiuszvektorok szögfelezője merőleges az érintőre. Ez lehetőséget nyújt az ellipszis érintőjének megszerkesztésére, másrészt pedig értelmezhető az ellipszis tükör működése, hiszen az egyik rádiuszvektor (a beeső) ugyanakkora szöget zár be az érintővel, mint a másik (a visszavert).
Ha ellipszis alakú tükröt készítünk, melynek egyik fókuszába fényforrást helyezünk, a fénysugarak egyetlen pontba tükröződnek: a másik fókuszba. Semmilyen más görbének nincs ilyen tulajdonsága, ezért ezt az ellipszis egy alternatív definíciójaként is használhatjuk.
A hanghullámok hasonló módon verődnek vissza, mint a fény, így ha valaki egy nagy elliptikus helyiség egyik fókuszába áll, a másik fókuszban álló személy jól hallja az első suttogását is, anélkül, hogy a terem egyéb pontjain hallható volna.

## Ellipszis a fizikában
499-ben Aryabhata indiai csillagász felfedezte, hogy a bolygók Nap körüli pályája ellipszis, ezt Aryabhatiya című könyvében publikálta.[forrás?]

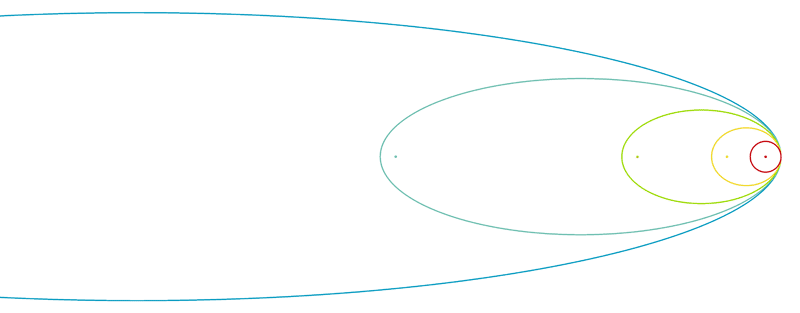
Egymásból származtatható, különböző energiaszintű tehetetlenségi pályák. A fókuszpontjuk és a pericentrumuk is egybeesik, a körpályát kívülről érintik.

Johannes Kepler a 17. században megmutatta, hogy a bolygók pályája, melyen a Nap körül mozognak, ellipszis, ez Kepler első törvénye. Később, Isaac Newton magyarázatot is adott rá az egyetemes tömegvonzás törvényével.
Általánosabban fogalmazva: a gravitációs kéttestproblémánál ha a két test egy rendszert képez (vagyis a teljes energia negatív), pályáik ellipszisek, egyik fókuszban a közös tömegközéppontjukkal. Érdekes módon, ha a vonatkoztatási rendszert az egyik testre helyezzük át, a másik pályája akkor is ellipszis lesz fókuszpontja a vonatkoztatási rendszer égitestben helyezkedik el.
A két vagy három szabadságfokú harmonikus oszcillátor általános megoldása szintén ellipszis, de ebben az esetben az erő támadáspontja az ellipszis középpontjában van.

## Ellipszis a számítógépes grafikában
Ellipszis rajzolása szokásos grafikus eljárás a szabványos képernyő grafikai könyvtárakban, mint amilyen például a Macintosh QuickDraw API és a Windows Graphics Device Interface (GDI). Ezek a könyvtárak esetleg csak azt az egyszerűsített esetet támogatják, ha a nagy- vagy kistengely vízszintes.
Az IBM-nek dolgozó Jack Bresenham híres arról, hogy több rajzoló rutint talált ki kör, egyenes és más görbék rajzolására, melyek csak gyors egész típusú műveleteket igényelnek. Ellipszis rajzolására szolgáló gazdaságos algoritmust Jerry Van Aken talált ki 1984-ben.
Sokkal nehezebb feladat ezeket a rajzolási műveleteket él-simítással (anti-aliasing) megoldani, hogy a görbe simábbnak lássék. Xiaolin Wu (SIGGRAPH 91) görbe rajzoló algoritmusa példa erre. Az alábbiakban bemutatunk egy, a képernyő síkjában lévő ellipszis rajzolására alkalmas programrészletet C nyelven:
```
/* x1 – az ellipszis legtávolabbi bal oldali pontjának x koordinátája
   x2 – az ellipszis legtávolabbi jobb oldali pontjának x koordinátája
   y1 – az ellipszis legalacsonyabb pontjának y koordinátája
   y2 – az ellipszis legmagasabb pontjának y koordinátája
*/
void _ellipse(int x1, int y1, int x2, int y2)
{
   double t, a, b, tinc, centx, centy;
   a = fabs(.5 * (double)(x2 – x1));
   b = fabs(.5 * (double)(y2 – y1));
   tinc = PI * 2 / (a + b);
   centx = (double)((x1 + x2) + .5) * .5;
   centy = (double)((y1 + y2) + .5) * .5;

   _moveto(centx + a, centy);
   for(t = 0; t < PI * 2; t += tinc)
      _lineto(centx + a * cos(t), centy – b * sin(t));
}
```